# Renate Egger (Politikerin)
Renate Egger (* 11. Januar 1947 in Spittal an der Drau, Kärnten) ist eine österreichische Politikerin (SPÖ).

## Leben
Renate Egger wechselte nach Besuch der Unterstufe des Gymnasiums in Spittal an der Drau an die Höhere Bundeslehranstalt in Bad Ischl, wo sie auch maturierte. Danach war sie vier Semester lang Studentin an einer Sprachhochschule im französischen Lyon.
Renate Egger war zunächst ein Jahr als Sekretärin in einer Steuerberatungskanzlei tätig, ehe sie von 1967 bis 1972 in einem Büro der Stadtgemeinde Spittal in der Verwaltung arbeitete. Von 1978 bis zu ihrer Pensionierung war sie Sekretärin in der Spittaler Bezirksstelle des Roten Kreuzes Kärnten.
Ihr erstes politisches Engagement war nur kurz, als sie von 19. bis zum 20. April 1994 für einen Tag als Mitglied des Bundesrats vereidigt wurde. Seit 1997 ist Egger Mitglied des Gemeinderats von Spittal an der Drau und Sozialstadträtin.